# Evann Girault
Evann Jean Abba Girault (geb. 25. August 2004 in Orléans, Frankreich) ist ein französisch-nigrischer Säbelfechter. Er qualifizierte sich für die Mannschaft des Niger bei den Olympischen Spielen 2024 in Paris.

## Leben
Girault wurde am 25. August 2004 in Orléans geboren. Sein Vater ist Franzose und seine Mutter Nigerin. Er hat die doppelte Staatsbürgerschaft. Er wuchs in Orléans auf und trainierte als Jugendlicher über ca. sieben Jahre Turnen. Sein Bruder war Fechter und nachdem er ihm bei verschiedenen Wettkämpfen zugesehen hatte, entschied er sich den Sport selbst auszuprobieren. Er trat 2015 in den Fechtclub Cercle d’Escrime Orléanais ein.
Girault ficht mit dem Säbel und ist Rechtshänder. Neben der Teilnahme an Turnieren in Frankreich begann er 2021 auch international anzutreten und entschied sich, für Niger zu fechten. Er belegte in der Saison 2021–22 den 119. Platz der Juniorenweltrangliste und nahm mit seinem Bruder an mehreren Wettbewerben teil. 2022 belegte er den 8. Platz bei den Afrikameisterschaften der Senioren und gewann dann Silber bei den Afrikameisterschaften der Junioren 2023, während er bei den Juniorenweltmeisterschaften den 5. Platz belegte. Für die Saison 2022–23 wurde er von der Fédération Internationale d’Escrime (FIE) weltweit auf Platz 13 der Junioren und in diesem Jahr auf Platz 43 in der Seniorenkategorie geführt.
Girault studiert an der Universität Orléans, wo er 2023 die französischen nationalen Universitätsmeisterschaften gewann. Er vertrat Niger beim Weltcup im November 2023 und gewann auch die Silbermedaille bei den afrikanischen Juniorenmeisterschaften im März 2023. Im Februar 2024 stand er auf 8. Platz in der weltweiten Juniorenrangliste und auf 41. Platz in der Seniorenrangliste. Er nahm im April 2024 am afrikanischen Olympia-Qualifikationsturnier Teil und besiegte den Algerier Zacharia Bounachada im Finale mit 15:10, wodurch er sich für die Olympische Sommerspiele qualifizierte. Er ist der erste Nigrer, der sich im Fechten für die Olympischen Spiele qualifiziert hatte.
Er verlor in der „Runde der 32“ gegen den Südkoreaner Oh Sang-uk.